# 13227 Poor
13227 Poor este un asteroid din centura principală de asteroizi.

## Descriere
13227 Poor este un asteroid din centura principală de asteroizi. A fost descoperit pe 27 septembrie 1997 la Kitt Peak National Observatory în cadrul proiectului Spacewatch. El prezintă o orbită caracterizată de o semiaxă mare de 3,16 ua, o excentricitate de 0,10 și o înclinație de 5,2° în raport cu ecliptica.